# Поликсена Попантова
Поликсена Мосинова, по съпруг Попантова, е българска учителка и революционерка, деятелка на Вътрешната македоно-одринска революционна организация.

## Биография
Поликсена Мосинова е родена в западномакедонския град Охрид, тогава в Османската империя. В 1898 година завършва с VIII випуск Солунската българска девическа гимназия. Работи като учителка в родния си град и участва в организирането на забавачница във Варош. Влиза в женската организация на ВМОРО в Охрид - така нареченото Неделно училище. След заминаването на ръководителката Славка Чакърова за Скопие в 1900 година, начело на организацията застават Василка Размова, председателката на неделното училище, и Поликсена Мосинова. Учителките организират болница за ранени и болни четници в двуетажната къща на семейство Андроник Скопакови, бивша митрополия през време на митрополит Синесий. Мосинова, Размова, Клио Самарджиева и Константина Бояджиева изработват охридското бойно знаме на ВМОРО, на което млада жена и лъв стъпил върху османския флаг държат български трикольор с надпис „Свобода или смърт“.
Владиката Методий Охридски като научава за наличието на революционна женска организация изпраща Мосинова за учителка в Пехчево, а Самарджиева във Вевчани.